# Bombylius anthophilus
Bombylius anthophilus är en tvåvingeart som beskrevs av Evenhius 1983. Bombylius anthophilus ingår i släktet Bombylius och familjen svävflugor. Inga underarter finns listade i Catalogue of Life.